# Kim Song-gi
Kim Song-gi (* 23. Oktober 1988 in Hyōgo, Japan) ist ein in Japan geborener ehemaliger Fußballspieler koreanischer Abstammung, der international für Nordkorea spielte.

## Karriere

### Verein
Kim besuchte bis 2010 die ideologisch Nordkorea zugewandte Korea University in Kodaira, bevor er 2011 vom J-League-Klub Cerezo Osaka unter Vertrag genommen wurde. 2013 wurde er an den Zweitligisten Vissel Kōbe nach Kōbe ausgeliehen. Nach Vertragsende in Osaka unterschrieb er Anfang 2014 einen Zweijahresvertrag beim Zweitligisten Mito Hollyhock in Mito. Nach 47 Zweitligaspielen wechselte er 2016 für zwei Jahre zum Ligakonkurrenten FC Machida Zelvia. Für den Klub aus Machida absolvierte er 32 Zweitligaspiele. 2018 spielte er für den Drittligisten Fujieda MYFC in Fujieda. Die Saison 2019 stand er für den Tochigi City FC aus Tochigi auf dem Spielfeld. Anfang 2020 unterschrieb er einen Vertrag beim Nara Club. Der Verein aus Nara spielte in der vierten Liga, der Japan Football League. Nach einer Saison und fünf Viertligaspielen unterschrieb er im Januar 2021 einen Vertrag beim Ligakonkurrenten ReinMeer Aomori FC in Aomori. Für ReinMeer stand er sechsmal in der vierten Liga auf dem Spielfeld.
Am 1. Februar 2022 beendete Kim seine Karriere als Fußballspieler.

### Nationalmannschaft
International spielt Kim für die nordkoreanische Fußballnationalmannschaft. Sein Debüt gab er am 19. Februar 2010 in der Vorrunde des AFC Challenge Cups gegen Kirgisistan, als er beim 4:0-Erfolg in der Startelf stand. Anschließend kam er auch im letzten Gruppenspiel gegen die indische U-23-Auswahl zum Einsatz. Im Finale des Turniers, das Nordkorea nach Elfmeterschießen gegen Turkmenistan gewann und sich damit erstmals seit 1992 wieder für eine Asienmeisterschaft qualifizierte, kam er nicht zum Einsatz.
Ein Jahr später gehörte er in der Qualifikation zum AFC Challenge Cup 2012 erneut zum Aufgebot und kam beim souveränen Gruppensieg in zwei von drei Partien zum Einsatz.